# Guilherme, 1.º Duque de Urach
Frederico Guilherme Alexandre Ferdinando de Wurtemberg (em alemão: Friedrich Wilhelm Alexander Ferdinand Graf von Württemberg; Stuttgart, 6 de julho de 1810 - Castelo de Lichtenstein,17 de julho de 1869), foi o filho do duque Guilherme Frederico de Württemberg (1761-1830) e de sua esposa morganática, a baronesa Wilhelmine Freiin von Tunderfeld-Rhodis (1777-1822).

## Biografia
Em 1819 foi morar com seu irmão mais velho, o conde Alexander , um conhecido poeta, para estudar no Instituto Hofwyl de Fellenberg'sche perto de Berna por quatro anos, depois deste período voltou para a casa de seus pais em Stuttgart. Aos dezoito anos de idade foi nomeado capitão da artilharia montada, em 1835 foi promovido a major , em 1837 promovido a coronel em 1837 e  em 1848 a comandante de artilharia.
Foi titulado Duque de Urach em 28 de março de 1867, com o tratamento de Sua Alteza Sereníssima. Desde então, seu nome completo passa a ser SAS Frederico Guilherme Alexandre Ferdinando, 1.° Duque de Urach, Conde de Württemberg.

## Genealogia
Em 1841 o duque Guilherme desposou Teodolinda de Beauharnais, Princesa de Leuchtenberg (1814-1857), a quinta filha de Eugênio de Beauharnais, 1.° Duque de Leuchtenberg. Nasceram quatro filhas dessa união:
- Augusta-Eugênia, Princesa de Urach (1842-1916)
- Maria Josefina, Princesa de Urach (1844-1864)
- Eugênia Amália, Princesa de Urach (1848-1867)
- Matilde, Princesa de Urach (1854-1907)

Em 1863 desposou Florestina Grimaldi, Princesa de Mônaco, única filha de Florestan I. Tiveram dois filhos:
- Guilherme, 2.° Duque de Urach (1864-1928), que depois se tornou Mindaugas II da Lituânia [3]
- Carlos, Príncipe de Urach (1865-1926)